# Stig Tonsberg Schøller
Stig (de) Tonsberg Schøller (22. august 1700 i Trondhjem – 13. maj 1769 sammesteds) var en norsk kammerherre og rigmand.
Han var søn af kommerceråd Anders Schøller (1664-1724) og Anna Stigsdatter de Tonsberg (født 1669 og gift 2. gang med oberstløjtnant Johan Heinrich Weinigel). Stig Tonsberg Schøller fik, 12 år gammel, den senere biskop Eiler Hagerup til lærer; siden rejste han udenlands under den senere konfessionarius Johan Frauens ledelse og var 5 år i Tyskland, hvoriblandt flere år i Halle. 1719 kom han hjem, hvor han forblev et år, og rejste så atter ud, nu på handelens vegne, til Holland og Frankrig, hvor han overværede Ludvig XVs kroning i Reims, og kom hjem igen 1721. Han blev titulær kancelliråd 1728, virkelig 1732, justitsråd 1733, etatsråd 1749, konferensråd 1756 og kammerherre 1762. Han var medlem af Det Kongelige Norske Videnskabers Selskab i Trondhjem og afgik ved døden sammesteds 13. maj 1769. Selskabets sekretær, borgmester Niels Krog Bredal, hædrede hans minde ved en tale.
Han blev gift 1. gang 1731 med Elisabeth Angell (død 1741), datter af kancelliråd og præsident i Trondhjem Albert Lorentsen Angell og Sara f. Hammond, 2. gang 1. februar 1742 med Cecilie Christine Frølich (f. på Teje ved Tønsberg 16. marts 1720, død i København 19. april 1786), datter af generalløjtnant Johan Frederik Frølich. Hun fik 1769 ordenen l'union parfaite og 1777 rang med gehejmerådinder.
Hans datter Elisabeth Schøller (1744-1763) ægtede general Georg Frederik von Krogh (1732-1818).